# Магарыч
Магары́ч (араб. مخارج‎ maḫāriǧ — расходы, издержки) — угощение (как правило с алкогольными напитками) по поводу заключения выгодной торговой или иной сделки, а также по случаю какого-либо приятного события. Его предоставляет сторона, получившая прибыль. На Руси магарыч выставлялся обычно при купле-продаже лошадей.

## Поговорки
- Коли магарычи выпиты, и дело покончено[4].
- Хоть в убыток продать, а магарыча пить[4].
- Барыш барышом, а магарычи даром[4].
- Дела на полтину, а магарычей на рубль[4].